# Село Каменка (административно-территориальная единица)
Село́ Ка́менка (каз. Каменка ауылы) — административная единица в составе Астраханского района Акмолинской области Казахстана. 
Административный центр и единственный населённый пункт — село Каменка.

## География
Административно-территориальное образование расположено в юго-восточной части Астраханского района. 
Площадь территории села составляет — 231,292 км². Из них земли сельскохозяйственного назначения — 194,698 км² (84,18 %), земли населённых пунктов — 20,444 км² (8,84 %), земли промышленности, транспорта, связи, для нужд космической деятельности, обороны, национальной безопасности и иного несельскохозяйственного назначения — 0,17 км² (0,07 %), земли водного фонда — 1,45 км² (0,63 %), земли запаса — 14,53 км² (6,28 %).
Из земель сельскохозяйственного назначения: пашни — 138,28 км² (71,02 %), пастбищные земли — 52,638 км² (27,04 %), сенокосные угодья — 3,78 км² (1,94 %).
По природным условиям территория села Каменка расположена в умеренно засушливой зоне. Главной чертой климата является его континентальность, которая выражается в крайне резкой смене температур не только в течение года, но и в течение суток. Зима довольно продолжительная и суровая, лето жаркое и сухое. Землепользование села Каменка расположено в зоне сухих степей, где зональными почвами являются темно–каштановые маломощные и темно -каштановые глубоковскипающие маломощные почвы.
Граничит с землями административно-территориальных образований: Николаевский сельский округ — на севере, сельский округ Родина Целиноградского района, Карашалгинский, Сабундинский сельские округа Коргалжынского района — на юге, село Буревестник Егиндыкольского района — на юго-западе, Первомайский сельский округ — на западе.
Гидрографическая сеть сельского округа представлена рекой Ишим, — образующая северные границы округа.

## Население
| Численность населения | Численность населения | Численность населения |
| 1989                  | 1999                  | 2009                  |
| --------------------- | --------------------- | --------------------- |
| 1566                  | ↘1023                 | ↘863                  |

## Состав
| № | Населённый пункт | Тип населённого пункта       | Население, 1989 | Население, 1999 | Население, 2009 |
| - | ---------------- | ---------------------------- | --------------- | --------------- | --------------- |
| 1 | Каменка          | село, административный центр | 1 566           | 1 023           | 863             |

## Экономика
Основная направленность экономической деятельности на территории административно-территориального образования «Село Каменка» относится к сельскому хозяйству. На территории сельского округа всего зарегистрировано 6 собственников и землепользователей земельных участков:
- Товарищество с ограниченной ответственностью «Каменка–1» — 13,27 км². Дата регистрации — 27 декабря 2000 года. Руководитель — Усманов Бекзат Айдаралиевич;
- Товарищество с ограниченной ответственностью «Байду-Агро» — 26,67 км². Дата регистрации — 15 апреля 2015 года. Руководитель — Глашев Ерболат Оралбаевич;
- Товарищество с ограниченной ответственностью «Сарымсакты» — 4,00 км²;
- Индивидуальные предприниматели: Рапутов Александр Константинович, Щербина Генадий Валентинович, Фаиль Артур Иванович.

На 1 января 2021 года в селе Каменка насчитывается (личное подворье населения и поголовье ТОО, к/х) крупного рогатого скота 661 голова, мелкого рогатого скота 405 голов, 143 головы лошадей.